# Keith Simpson
Keith Edward Simpson (Memphis, 9 marzo 1956) è un ex giocatore di football americano statunitense che ha giocato nel ruolo di defensive back per tutta la carriera con i Seattle Seahawks della National Football League (NFL). Fu scelto nel corso del primo giro (9º assoluto) del Draft NFL 1978 dai Seahawks. Al college giocò a football alla Memphis State University.

## Carriera professionistica
Simpson fu scelto come nono assoluto nel Draft 1978 dai Seattle Seahawks. Con essi disputò tutte le otto stagioni della carriera mettendo a segno 19 intercetti, ritornandoli per 338 yard e 3 touchdown. Si ritirò dopo la stagione 1985.

## Vittorie e premi
Nessuno

## Statistiche
| Partite totali | 108 |
| Sack           | 6,0 |
| Intercetti     | 19  |